# 百老匯院線

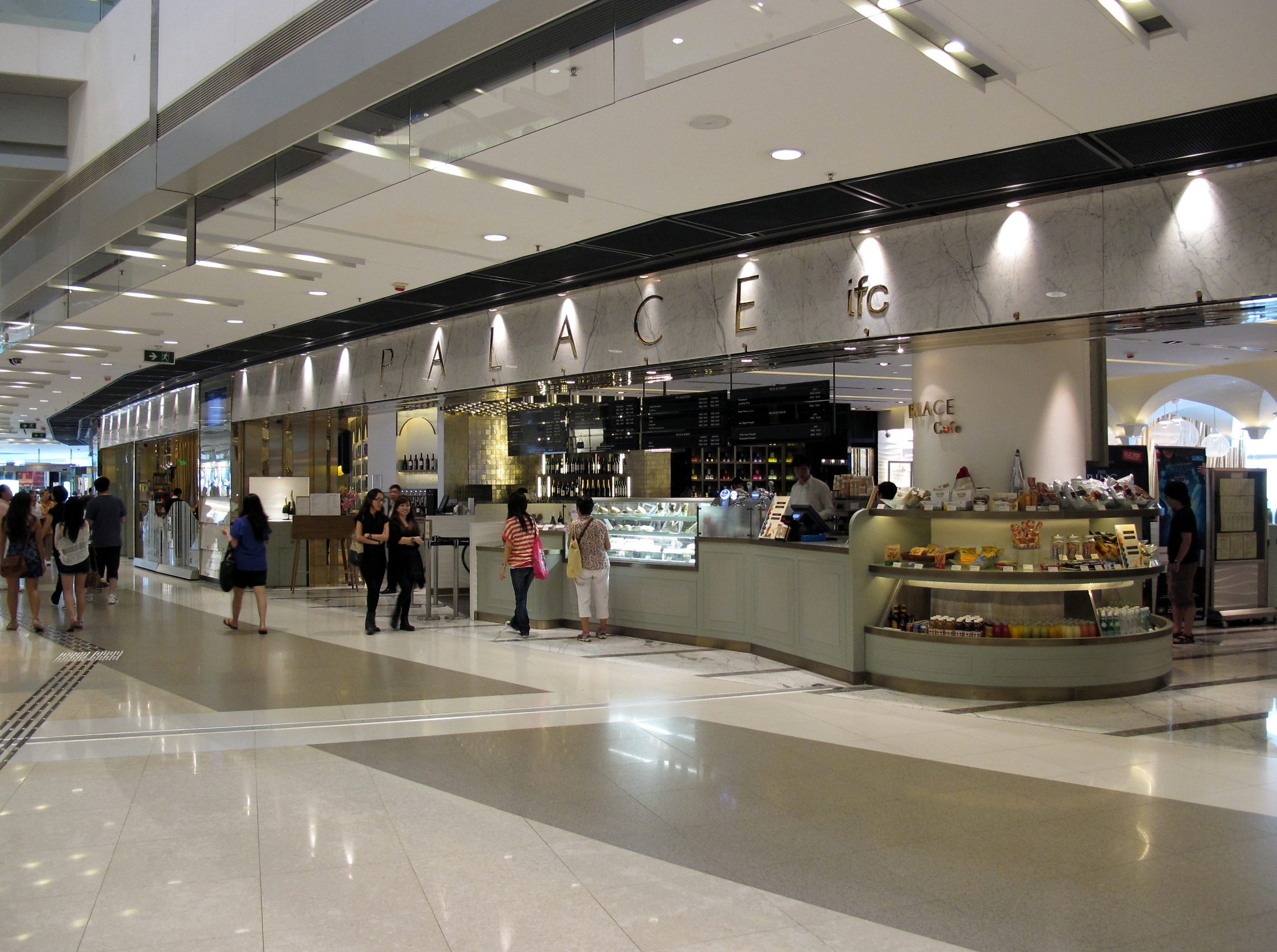
Palace IFC

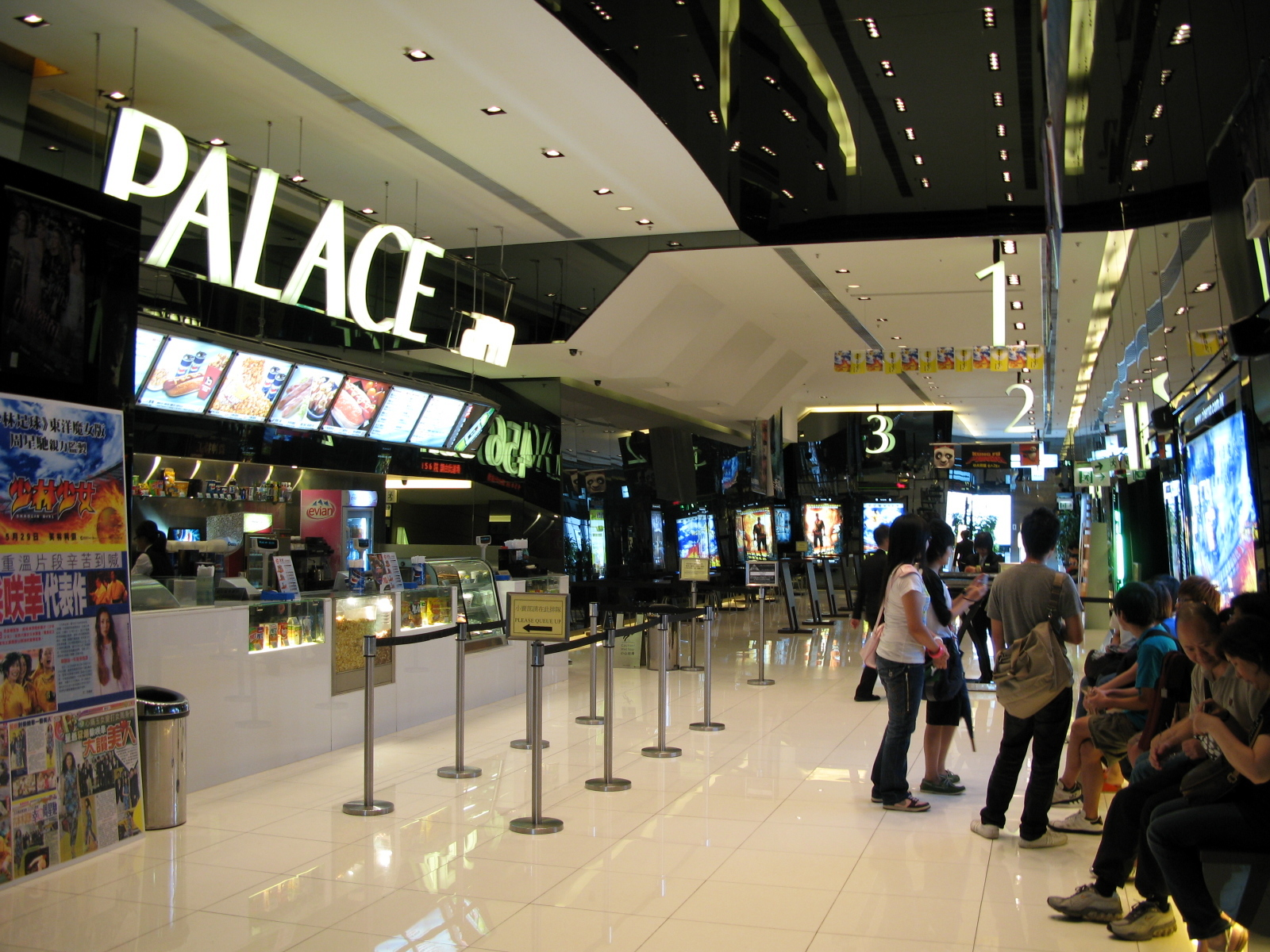
Palace apm

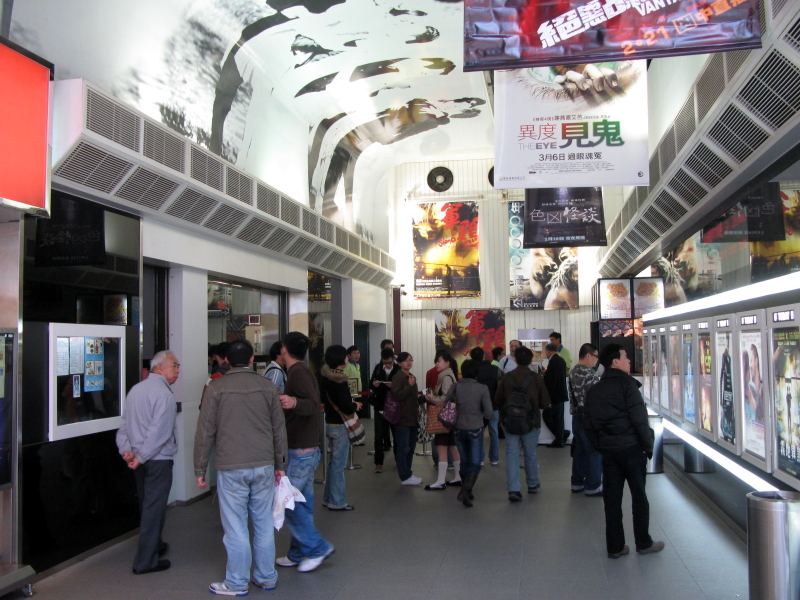
旺角百老匯

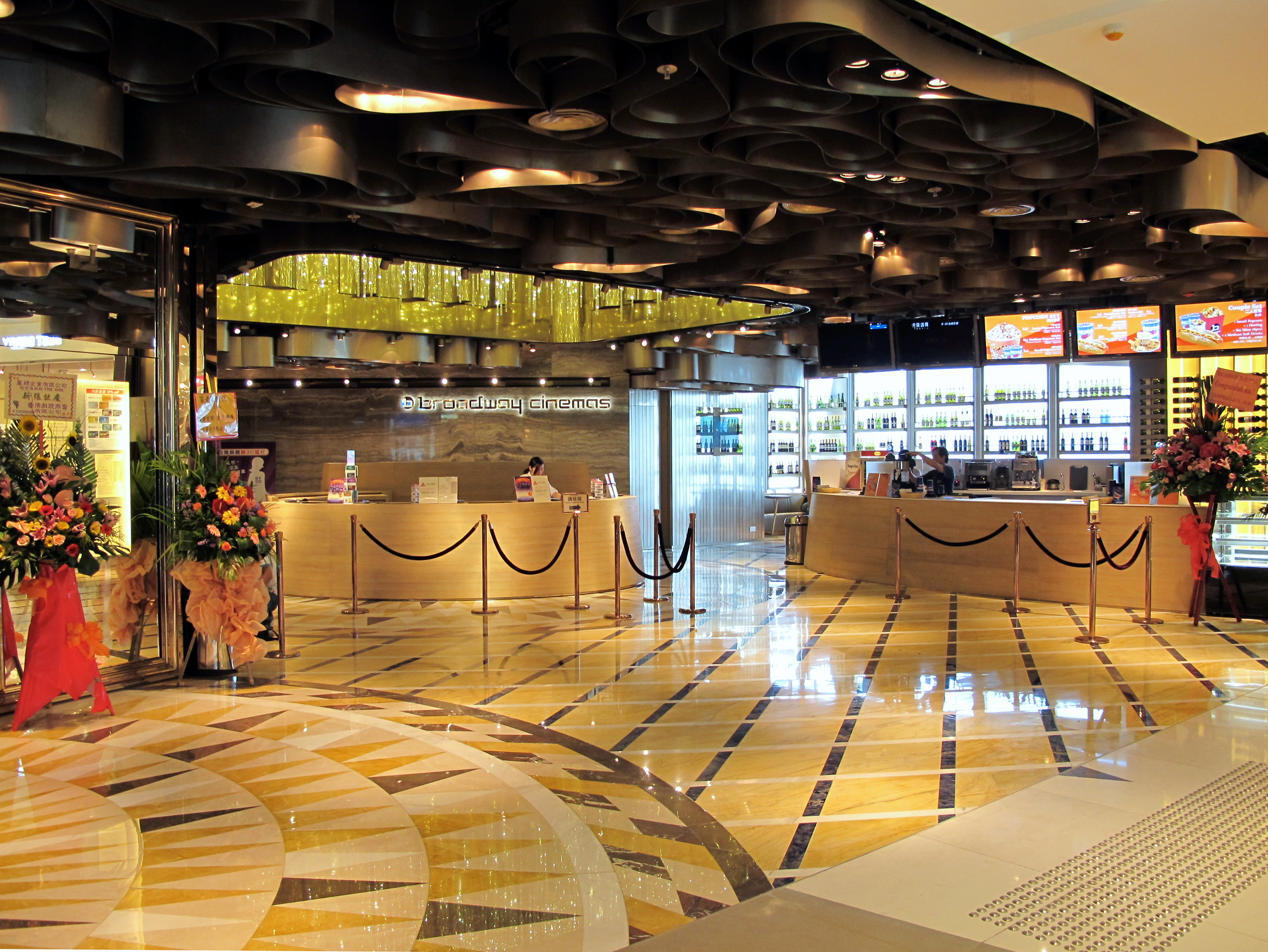
百老匯The ONE

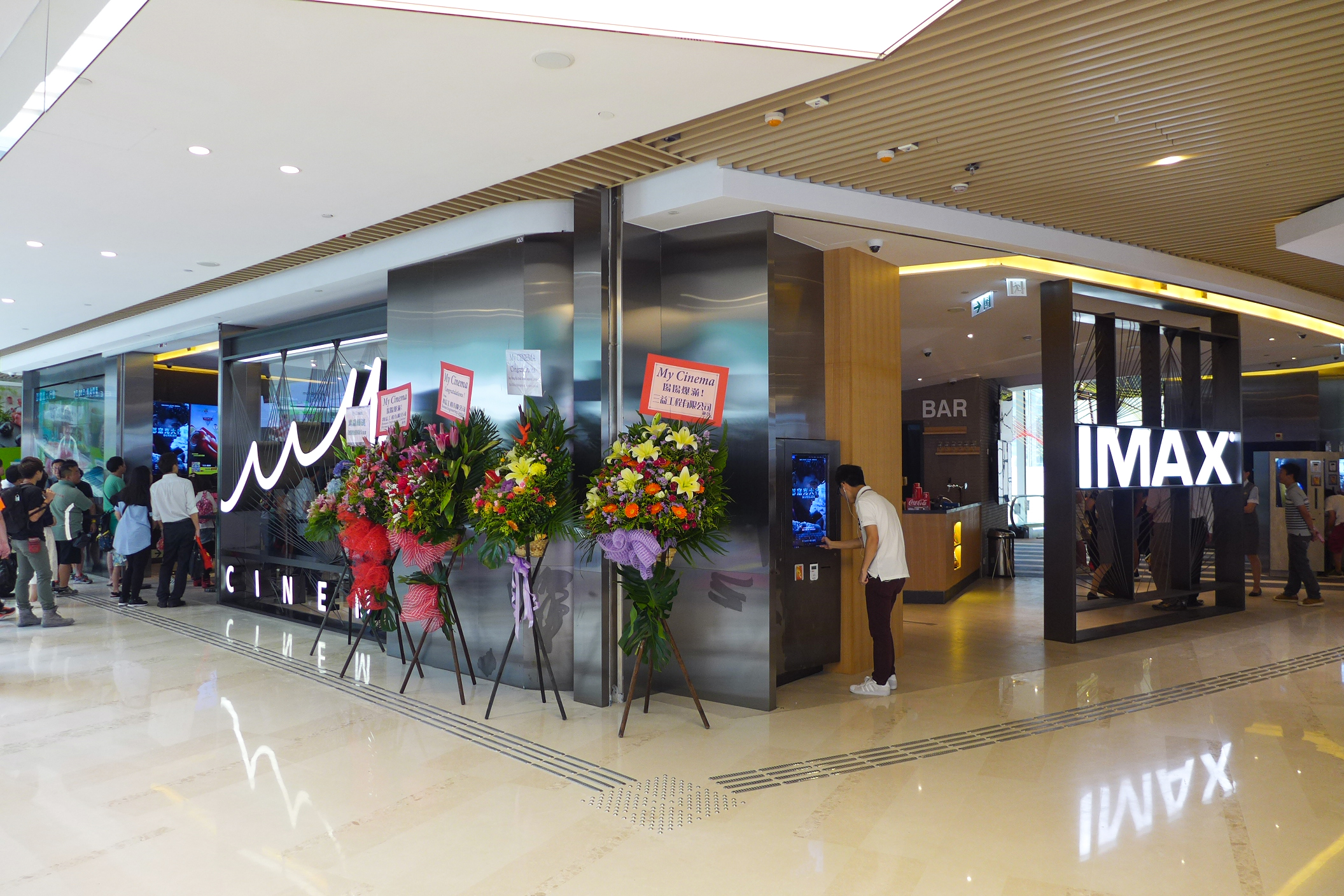
My Cinema YOHO

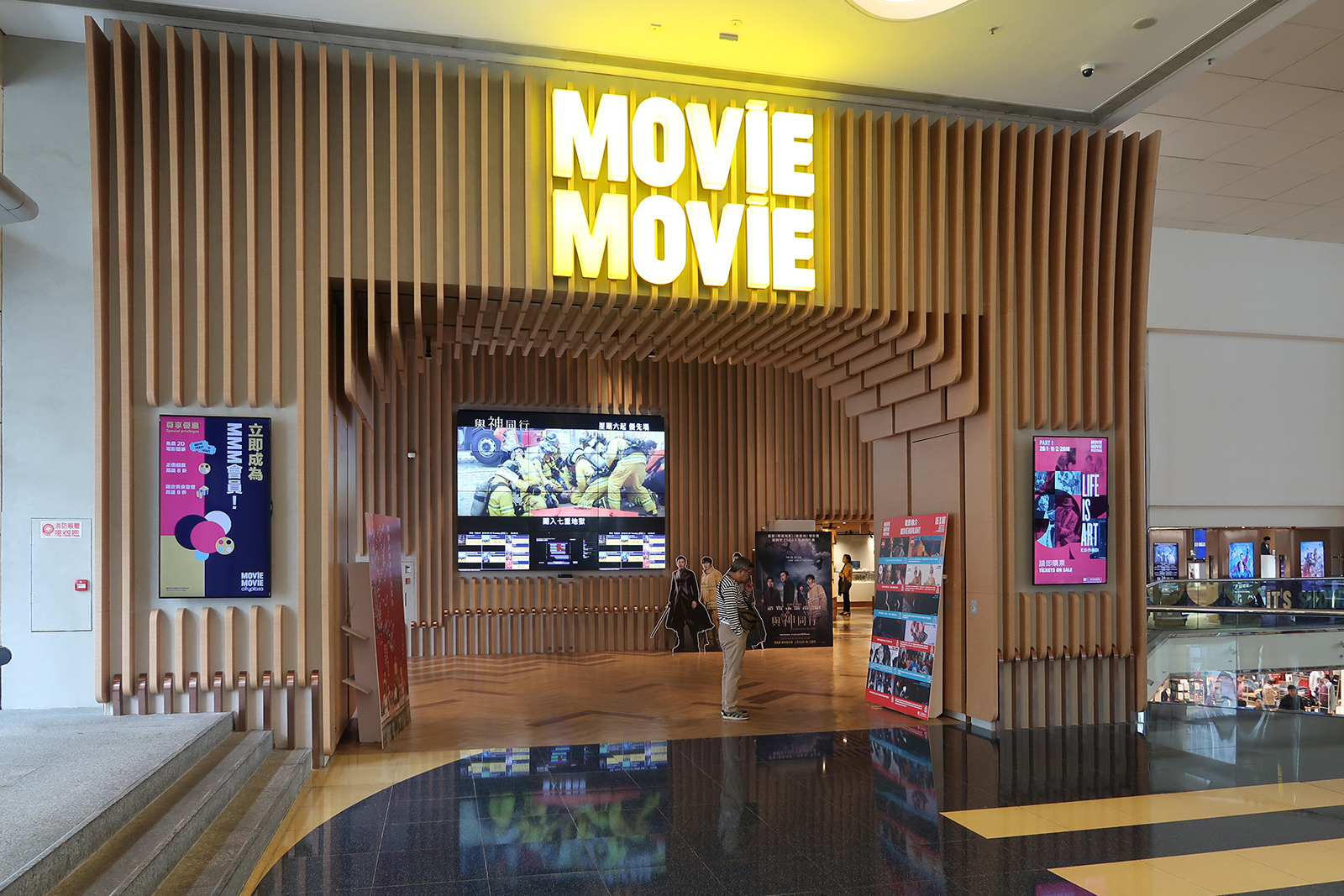
太古城中心MOVIE MOVIE

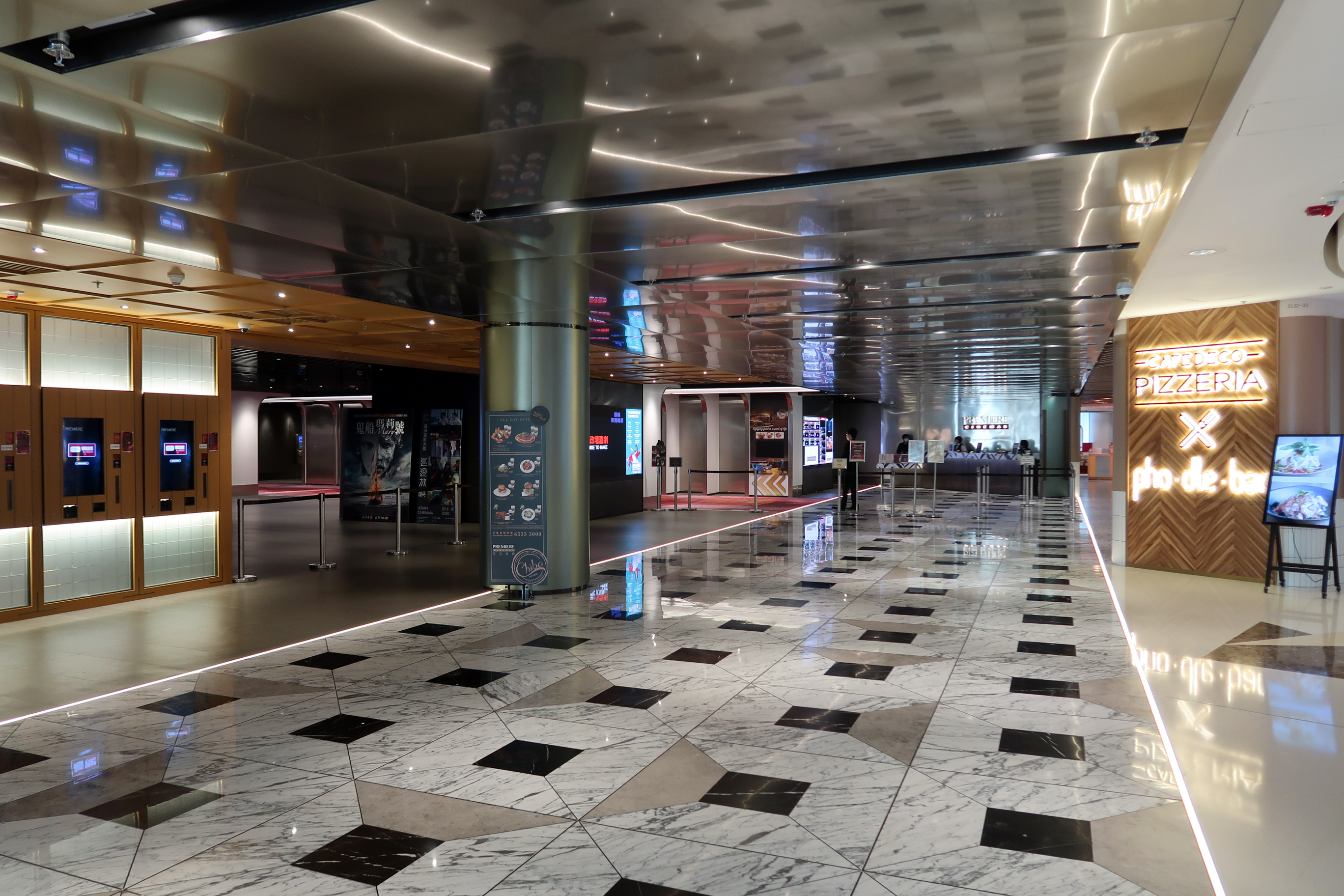
位於西九龍圓方的Premiere Elements戲院

百老匯院線 （Broadway Circuit），是香港的主要電影院院線之一，亦是香港第二大院線。首家電影院於1950年成立，1987年於九龍旺角西洋菜街重建，隨後發展成當時香港最大院線。院線由安樂影片（Edko Films Ltd）管理，旗下包括5個品牌（百老匯、PALACE、My Cinema及 MOViE MOViE及B+Cinema），2006年起，開始為美國AMC影院管理香港AMC，直至2020年特許經營權約滿為止。現時香港有13間電影院，澳門有1間影院。而2025年8月院線在香港的市場佔有率為26％（2025年）。
百老汇院线在中国内地拥有「百老汇」、「百丽宫」（PALACE）、「百美汇」（PREMIERE） 、「百方汇」（buff cinema）及MOViE MOViE五个影院品牌，共經營39家電影院。同时运营电影相关书店库布里克书店。
百老匯院線於1999年8月設立其官方網站，提供網上購票服務及電影討論平台，院線亦提供電話購票服務。

## 歷史
1950年代商人江祖貽於九龍旺角區經營百老匯戲院（大戲院），該院後來重建成匯豐銀行旺角中心。其子江志強在1987年重新在旺角區開設百老匯戲院（迷你戲院），成為百老匯院線首間戲院，到90年代開始擴充經營。
1996年11月成立了百老匯電影中心（簡稱bc）。
2006年1月，AMC將於香港的電影院業務交予Suntech International Management Limited（下稱 Suntech）管理，但影院名稱維持不變。Suntech屬安樂影片旗下，該公司亦在香港經營百老匯院線，直至2020年特許經營權約滿為止。
同年12月9日，位於金鐘太古廣場的AMC Pacific Place開幕。此影院共有六個放映廳約六百個座位，包括一個只有39個座位的精選影院，可供舉行私人聚會。。於2016年12月，AMC Pacific Place經過半年大規模優化工程後重新開業，推出多項獨有的高端影院體驗及全新觀影享受，包括盡顯高雅自然氣派的全新設計，把清新感覺注入觀眾味蕾的多樣新穎食物，給貴賓廳之貴賓享用的法式佳餚預訂服務，影廳及放映設備硬件全面升級等，務求一新觀眾耳目，帶來非凡觀影體驗。

### 遭入稟
2020年8月，尖沙咀The ONE戲院被華人置業追租兩個月租金，涉款逾164萬元。而百老匯反告The One，指按照租契和政府頒布的限聚令使場地無法使用下，須減免或豁免租金，惟業主不斷追討租金和作出一系列的扣押行動，最終令百老匯在被迫的情況下繳付有關租金，因此要求索償近710.8萬元。
2021年3月，建築裝修公司Idecor Asia Construction Limited入稟安樂戲院和百老滙戲院，追討太古城中心MOViE MOViE戲院的工程費，逾1,133萬元連同利息。

### 疫情結業
戲院受防疫規定要求需關閉，百老匯電影院線宣佈受疫情影響，鑽石山荷里活廣場的百老匯戲院於2022年3月租約期滿後結業。同年MCL影線宣布接替百老匯重開鑽石山荷里活廣場戲院，惟於2025年1月結束營業，由影藝戲院接手。

## 旗下影院
截至2025年8月，香港百老匯院線旗下共有13家戲院，設有77個影廳（兩間IMAX院）(兩間4DX院）共約10909個座位。 而澳門新濠影滙酒店影滙戲院亦交由百老匯院線負責經營。 

### 香港
百老匯戲院：
- 百老匯電影中心
  - 位於油麻地駿發花園
  - 4間影院共460個座位
- 旺角百老匯
  - 位於西洋菜街
  - 5間影院共895個座位，包括2間迷你戲院，1至3院提供震動座位
- 葵芳百老匯
  - 位於新都會廣場
  - 5間影院共616個座位，於1993年開業。
- 荃灣百老匯
  - 位於荃灣廣場
  - 4間影院共771個座位，包括1間迷你戲院，於1991年開業。
- 嘉湖百老匯
  - 位於天水圍+WOO 嘉湖二期
  - 4間影院共608個座位
  - 在1999年6月開幕，初期曾在嘉湖銀座一、二期共設8間影院。2006年，位於商場一期的1至4號院線停業，並將位於商場二期的5至8號院線重置成為1至4號院線。
- Premiere Elements 圓方戲院
  - 位於西九龍圓方
  - 原為The Grand Cinema，為全港其中一間最多影廳的戲院，2019年2月28日停業後由百老匯院線接手經營並易名，在3月1日營業。
  - 11間普通影院及1間VIP放映院，合共1,567個座位。
- Gala Cinema 朗豪坊
  - 位於旺角朗豪坊
  - 原為Cinema City 朗豪坊，2024年7月22日停業後由百老滙院線接手經營並易名，在同年7月23日營業，亦會展開翻新工程，接手後全港4DX影廳均由百老滙院線獨家經營。
  - 5間普通影院及1間4DX影院，合共1,077個座位。

百老滙PALACE旗下
- PALACE ifc
  - 位於中環國際金融中心商場
  - 5間影院共544個座位，包括4間迷你戲院，在2003年11月5日開業。

百老滙B+Cinema旗下
- B+ cinema apm
  - 位於觀塘apm
  - 6間影院共825個座位，包括1間4DX影院，2019年12月前為PALACE apm，全院採用真皮座位，在2005年4月30日開幕。[7]
- B+ cinema Moko
  - 位於旺角太子道西新世紀廣場
  - 5間影院共749個座位，包括1間IMAX影院，是該院缐第二家IMAX院缐，原為UA戲院承租接手，並在2021年9月16日開幕。

百老滙 MY Cinema旗下
- MY CINEMA YOHO MALL
  - 位於元朗YOHO MALL
  - 1間IMAX戲院及7間普通影院，合共1,211個座位，在2017年7月21日開幕。

百老滙 MOViE MOViE旗下
- MOViE MOViE Cityplaza
  - 位於太古太古城中心
  - 原為UA太古城中心，2017年2月停業後由百老匯院線接手經營並易名為 MOVIE MOVIE，提供6間闊銀幕式設計的影廳及1間VIP放映院，合共987個座位。當中設有震動座位（VIP放映院MM Moments除外），在2017年12月29日開幕。
- Movie Movie Pacific Place
  - 位於金鐘太古廣場
  - 6間影院共583個座位
  - 原為UA金鐘，2006年停業後由AMC院線接手經營並易名為AMC Pacific Place，將前身兩個影室分拆成六個影室共599個座位，其餘兩間影院交還太古廣場，於2006年12月9日開幕。於2016年12月完成翻新，現共有581個座位，提供震動及情侶座位，設有一間貴賓影院及一間裝有AuroMax 3D立體聲系統的影院。
  - 於2020年3月17日，AMC Pacific Place改為Movie Movie Pacific Place，因為AMC Pacific Place特許經營期於三月底屆滿，百老匯院線將以MOViE MOViE品牌提供服務。

### 澳門
- 影滙戲院
  - 位於路氹城新濠影匯

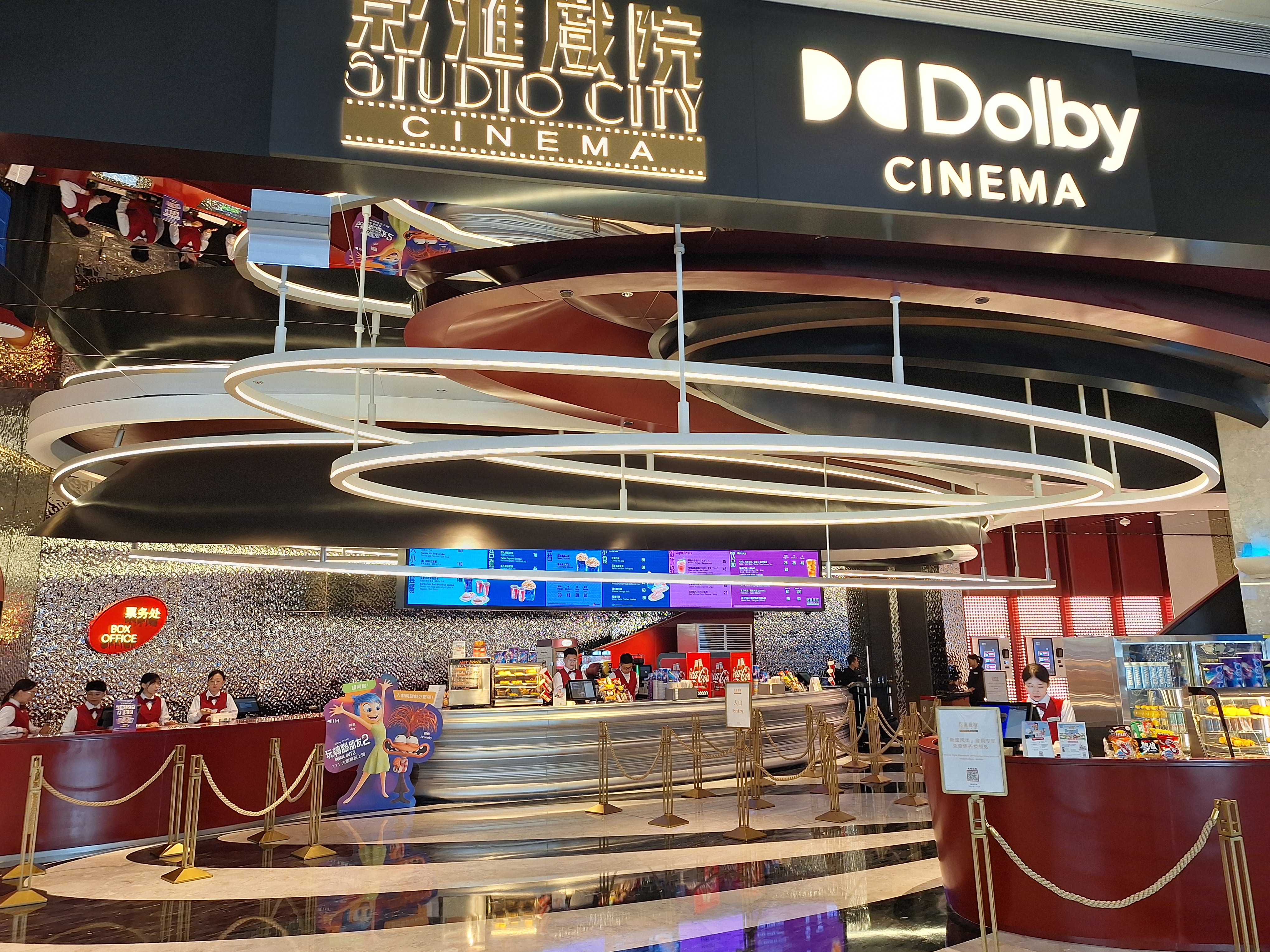
澳門新濠影匯影滙戲院

  - 9間影院共708個座位，包括澳門首間杜比影院、1間MX4D戲院、2間普通影院及5間VIP放映院，於2024年6月26日開幕。

### 中國大陸
百老滙院線在中國大陸合共經營39家影城。

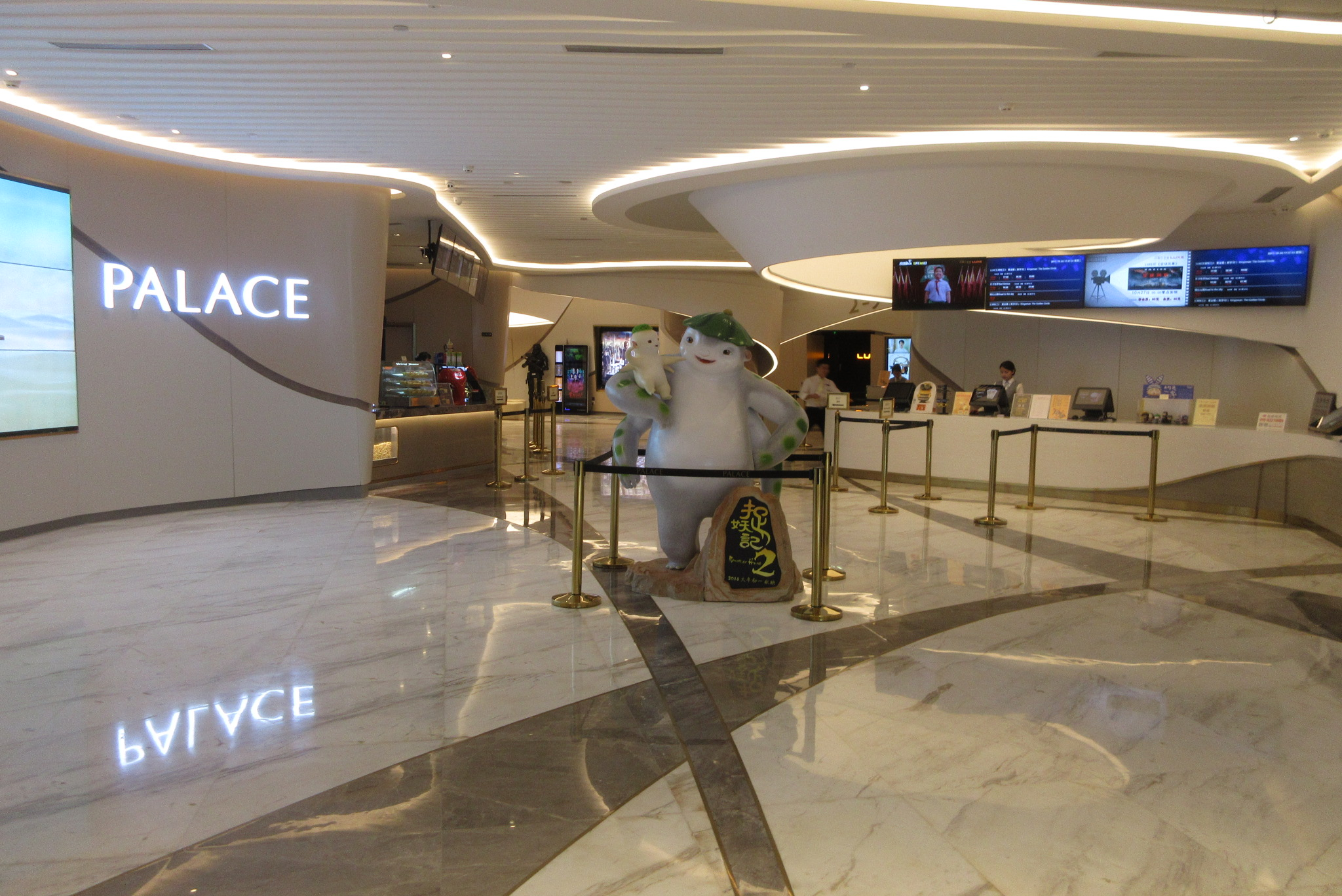
深圳百麗宮影城（南山來福士廣場店）

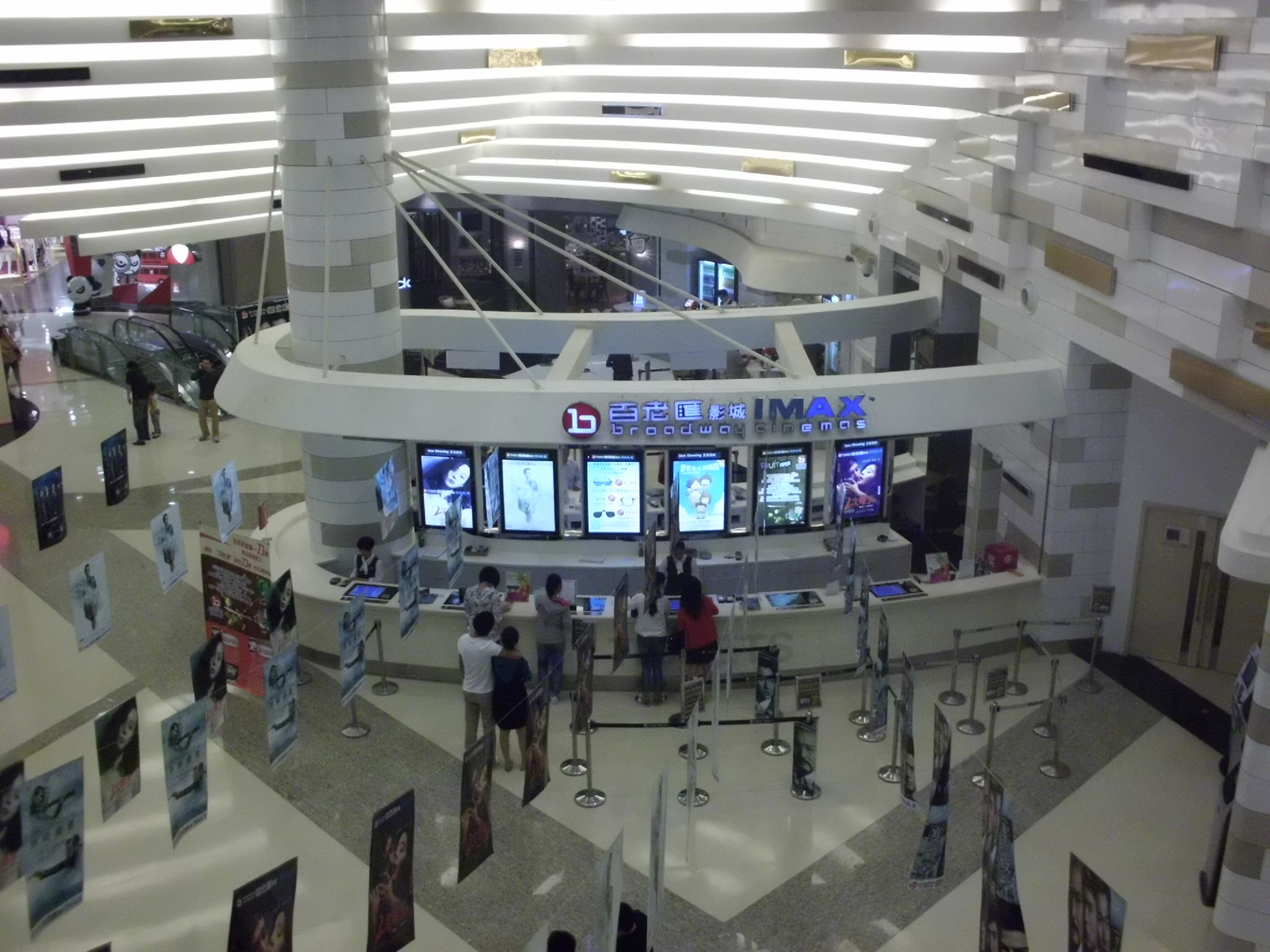
万象影城 (杭州万象城店)

- 北京：百老匯影城（apm店）、百麗宮影城（国贸店）（设有一间杜比影院）、 百老汇影城（国瑞购物中心店）（设有一间激光LUXE影厅）、百老匯電影中心 (当代MOMA店)（附设kubrick库布里克书店，位于影厅建筑对面）
- 深圳：百麗宮影城（深圳來福士廣場店）（设有一间LUXE影厅）、百老匯電影中心 (万象天地店)（设有一间IMAX影厅，曾附设kubrick库布里克书店，书店已结业），其中百老匯電影中心開業後為深圳票房三甲影院。
- 济南：百丽宫影城（恒隆广场店）（设有一间激光LUXE影厅）
- 武漢：百美汇影城（恒隆广场店）（设有一间激光IMAX影厅）、百麗宮影城（壹方店）（设有一间激光LUXE影厅）、百方汇影城（光谷K11店）（设有一间LUXE影厅）
- 大连：大连百丽宫影城（大连恒隆广场店）（设有一间LUXE影厅）
- 唐山：唐山百老匯影城（远洋城店）
- 昆明：昆明百老匯影城（顺城王府井购物中心店）（设有一间IMAX影厅）、昆明百美汇影城（恒隆广场店）（设有一间CINITY激光巨幕影厅）
- 杭州：百美汇影城（嘉里中心店）（设有一间激光LUXE影厅）、百老汇影城（滨江宝龙店）（设有一间激光LUXE影厅）、百老匯影城（金沙印象城店）（设有一间中国巨幕影厅）(交由華潤集團並更名為萬象影城）
- 上海：百麗宮影城（上海国际金融中心店）、百麗宮影城（环贸iapm店）（设有一间IMAX影厅）、百美汇影城（静安嘉里中心店）、百麗宮影城（协信店）（设有一间LUXE影厅）、百老匯影城（宝龍店）（设有一间LUXE巨幕影厅）、百麗宮影城（万象城店）（设有一间CINITY LUXE激光巨幕影厅）、上海百丽宫影城（长宁来福士店）（设有一间激光LUXE影厅）、上海百丽宫影城（LCM置汇旭辉广场店）（设有一间IMAX影厅）、百麗宮影城（陆家嘴中心店）（设有一间激光LUXE影厅）、百丽宫影城（博荟广场店）、百丽宫影城（北外滩来福士店）（设有一间杜比影院）、MOViE MOViE影城（前滩太古里店）（设有一间激光IMAX影厅，附设kubrick库布里克书店，与影院紧邻）
- 成都：百麗宮影城（太古里店）（设有一间LUXE影厅） 、百麗宮影城（环贸ICD店）（设有一间杜比影院）、百麗宮影城 (凯德天府店）
- 无锡：百美汇影城（恒隆广场店）（设有一间LUXE影厅）
- 重庆：百麗宮影城（光环店）（设有一间杜比影院）
- 天津：百麗宮影城（嘉里汇店）（设有一间激光LUXE影厅），百麗宮影城（陆家嘴店）（设有一间激光LUXE影厅）
- 廣州：百麗宮影城（天环店）（设有一间LUXE影厅）、百麗宮影城（猎德igc店）（设有一间IMAX影厅）、百老汇影城（凱德廣場．雲尚店，设有一間激光LUXE影廳）
- 佛山：百老匯影城（中海环宇城店）（设有一间中国巨幕影厅）

## 已結業影院

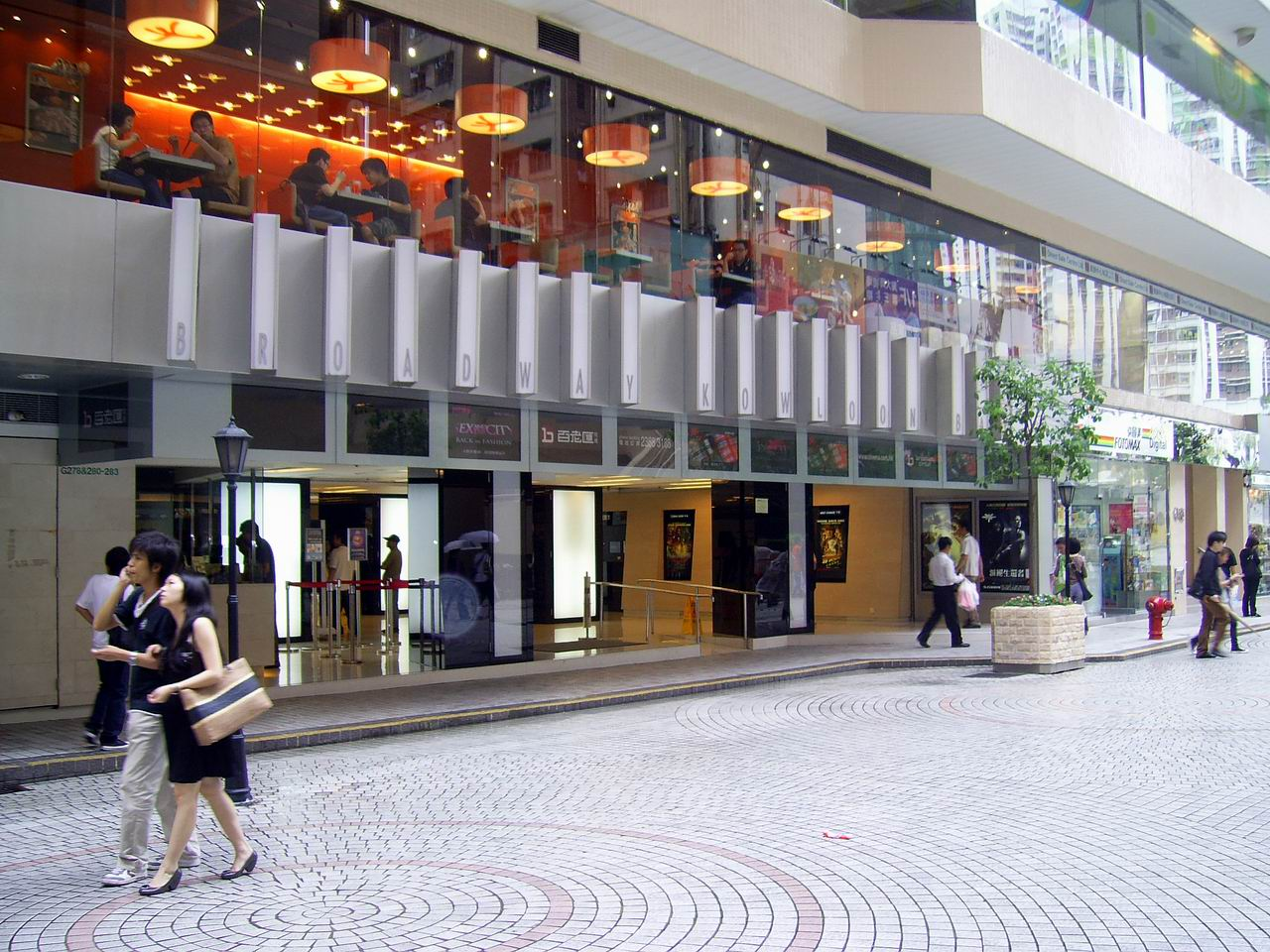
九龍灣百老匯

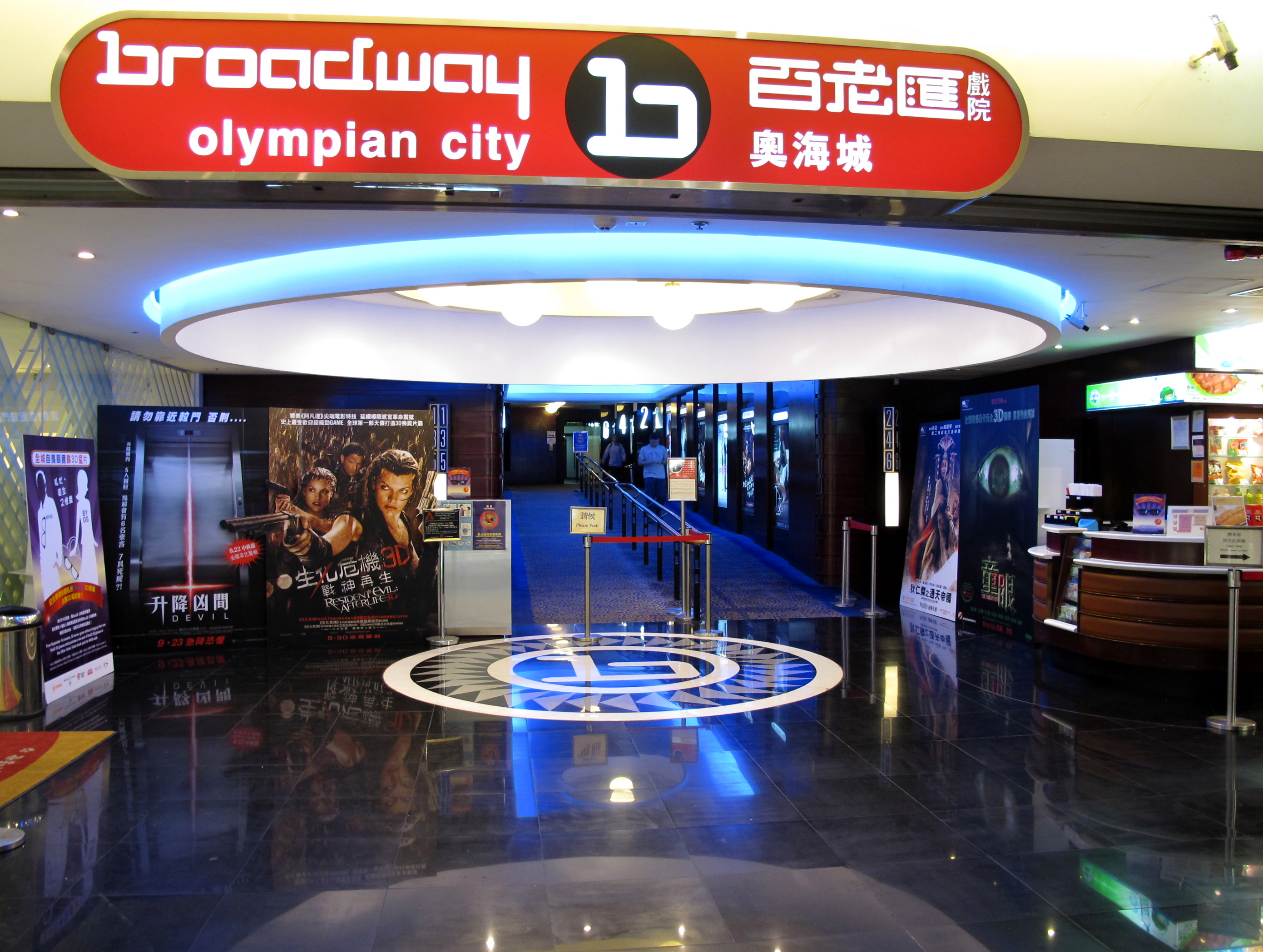
奧海城百老匯

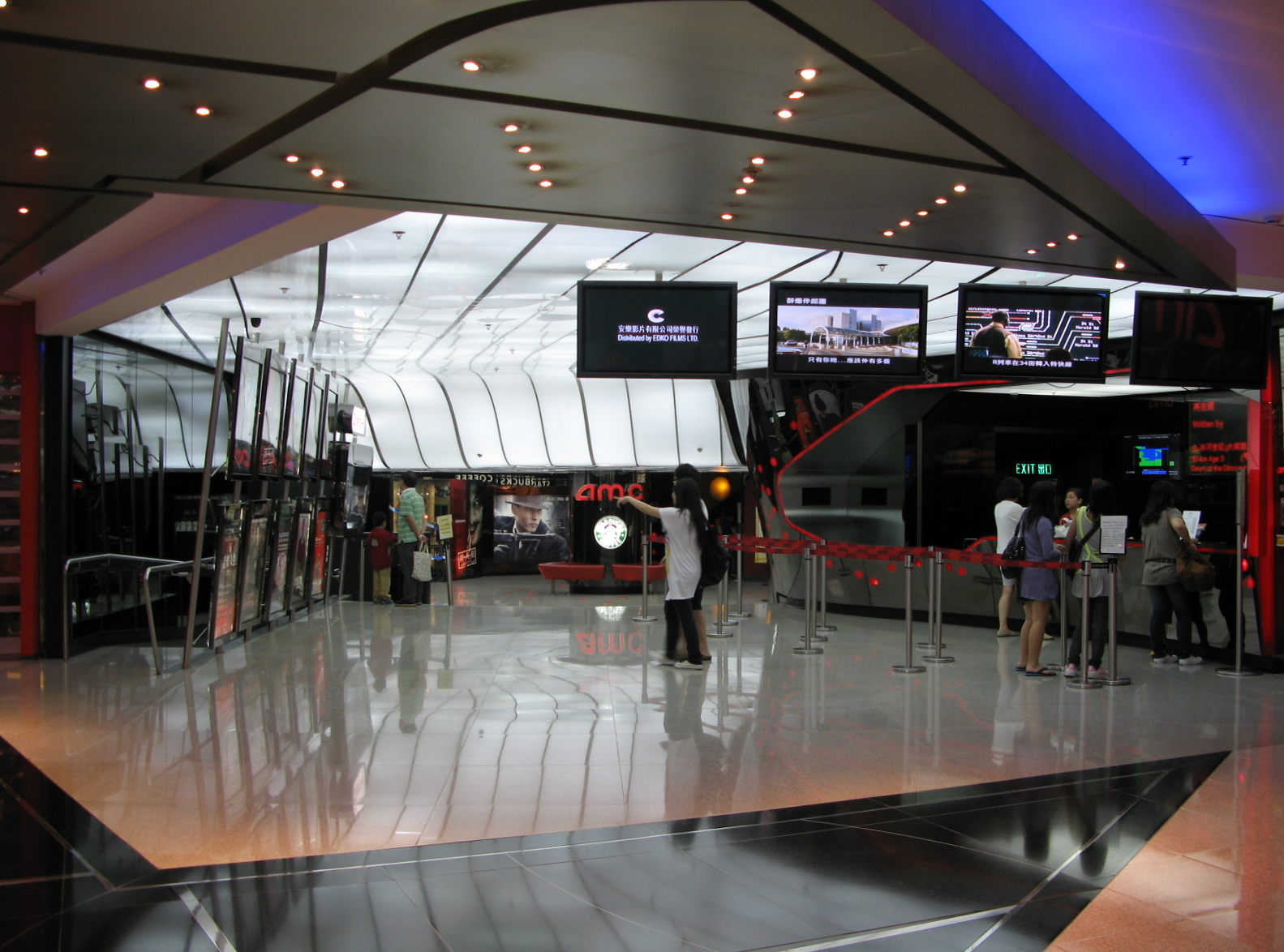
AMC 又一城

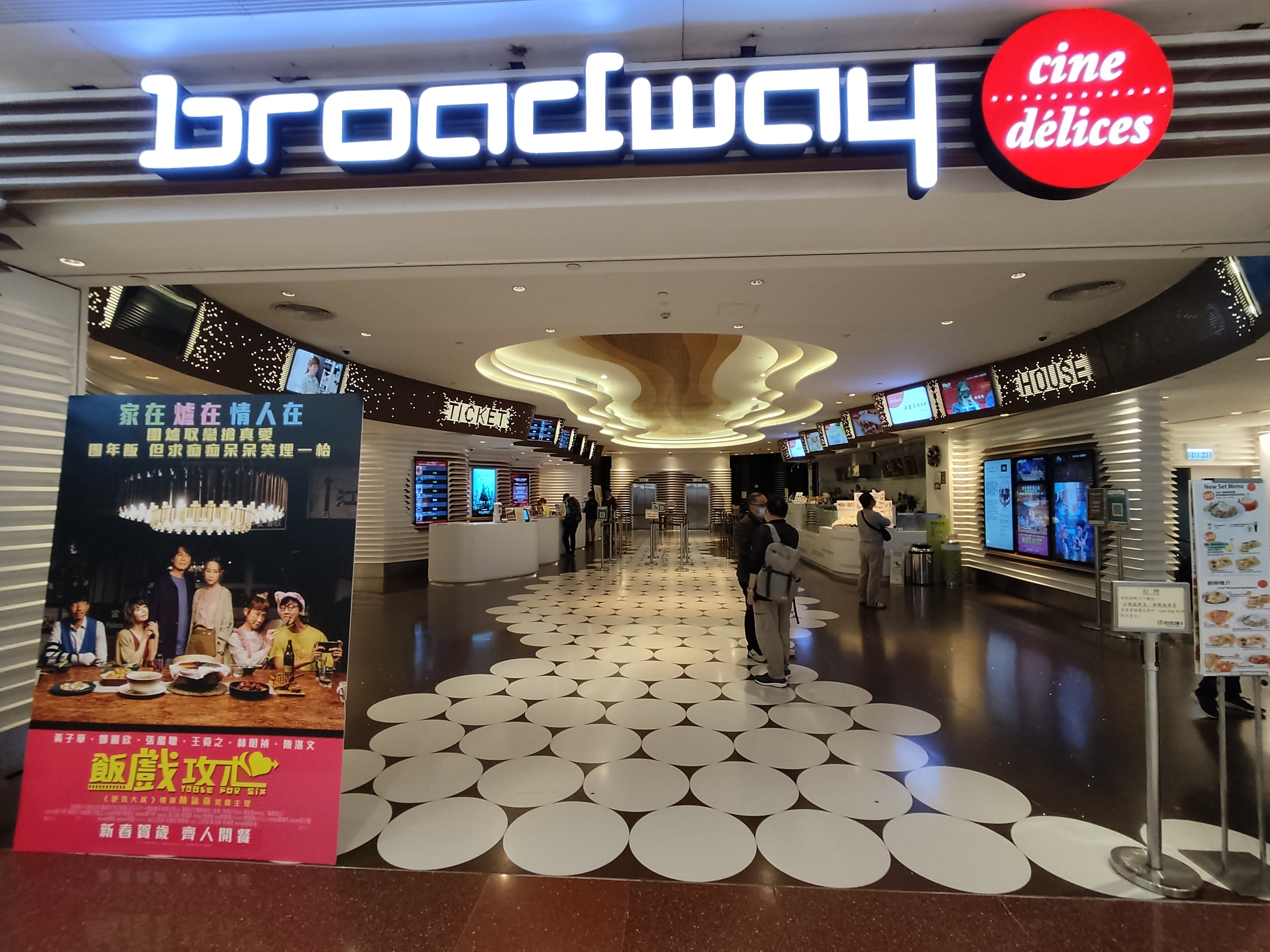
百老匯荷里活

### 香港
- 康怡百老匯
  - 鰂魚涌康怡廣場南座，3間影院
  - 其後改由洲立影藝營運，惟已於2025年5月28日結業。
- 皇室Palace
  - 銅鑼灣皇室堡，2間影院
  - 其後由娛藝營運，2015年9月由洲立影藝營運。
  - 原設有兩間大型影院及一間PALACE豪華影院，改造後分拆成三間中型影院，並於2010年4月29日開幕。
- 九龍灣百老匯
  - 淘大商場，3間影院
  - 結業後由影藝戲院承租，亦曾為UA淘大，惟已於2021年3月8日結業，該院其後接手洲立影藝旗下的MCL院線，並於2021年7月15日開幕。
- 元朗百老匯
  - 新元朗中心，4間影院
  - 因商場翻新而營業至2013年3月6日，其後在YOHO MALL重新營業並改以MY CINEMA品牌營運。
- 奧海城百老匯
  - 奧海城二期，6間影院共1228個座位
  - 因租約期滿而營業至2013年9月15日，其後由橙天嘉禾營運the sky影院，惟因為全線結業而營業至2025年6月30日，其後由上海星軼影院接手。
- 數碼港百老匯
  - 位於數碼港商場
  - 4間影院共827個座位，包括1間CGS影院
  - 因租約期滿而營業至2020年2月16日，並易手至洲立影藝旗下的MCL院線。
- AMC 又一城
  - 九龍塘，7間影院共1193個座位
  - 在1999年開業，因租約期滿至2016年1月3日結業，並易手至洲立影藝旗下的MCL院線。
- 百老匯荷里活
  - 廣場，6間影院共1614個座位
  - 在2011年4月開業，因租約在2022年3月期滿及疫情關閉令影響，提早到同年2月11日宣布結業[8]；該院其後由洲立影藝接手，於2022年7月以MCL Cinema Plus+品牌營運至2025年1月結業，再由影藝戲院接手。
- 百老匯The ONE
  - 位於尖沙咀The ONE，6間影院共822個座位，所有影院均提供震動座位
  - 在2010年9月16日開業，因租約期滿至2023年2月26日結業，並易手至洲立影藝旗下的MCL院線。

### 中国大陆
- 深圳：深圳百老匯影城（COCO PARK购物公园店）（曾为百老汇院线内地首家影院）
- 瀋陽：遼寧中影百老匯影城（东舜店）（因商场易主停业）、百丽宫影城（沈阳恒隆广场店）（租约到期停业，由上影国际影城接手）
- 杭州：杭州百老匯影城（万象城店）（包括一间IMAX影厅，因租约到期停业撤场，由华润置地旗下万象影城接手）
- 成都：百老匯影城（万象城1期店）、百老匯影城（万象城2期店）（包括一间激光IMAX影厅）（均为租约到期停业，预计由华润置地旗下万象影城接手）
- 南寧：南寧百老匯影城（停业撤场）
- 青島：青島百老匯影城（百丽广场店）（因商场原因停业撤场）
- 长沙：百丽宫影城（ifs店）（包括一间LUXE影厅，由英皇电影城接手）
- 成都：百麗宮影城（恒大广场店）（撤场，由中影嘉莱国际影城接手）
- 合肥：百老匯影城（欢乐颂店）（停业撤场，由星会影城接手）
- 唐山：百老匯影城（勒泰中心店）（包括一间中国巨幕影厅）
- 武汉：百老匯影城（亞貿购物中心店）（已撤场）
- 北京：百老汇影城（东方广场店）（停业撤场，由中影国际影城接手）
- 温州：百老汇影城(大西洋購物中心店）（包括一间中国巨幕影厅，因商场易主撤场）
- 宁波：百老匯影城（印象城店）（因租约到期停业撤场，由宁波影都接手）
- 重庆：百麗宮影城（国金店）（包括一间激光LUXE影厅，因租约到期停业撤场，由英皇电影城接手）、百麗宮影城（万象城店）（设有一间IMAX影厅）结业
- 无锡：百麗宮影城（苏宁广场店）（包括一间中国巨幕影厅，因租约到期停业撤场，由苏宁影城接手）
- 潍坊：百老匯影城（谷德广场店）（因租约到期停业撤场，由万达院线接手）

## 外部連結
- 百老匯院線 （页面存档备份，存于）
- 百老匯院線 中國大陸 （页面存档备份，存于）
- 百老匯院線2009年計劃

## 資料來源
1. ↑  . 搜狐.   [2021-02-16].[]
2. ↑  .   [2014-04-16]. （原始内容存档于2014-02-21）.
3. ↑  . 香港01. 2020-08-20  [2021-03-09]. （原始内容存档于2020-09-25）.
4. ↑  . 明報. 2021-10-21  [2023-02-08]. （原始内容存档于2023-05-12）.
5. ↑  . 頭條日報. 2021-03-08  [2021-03-09]. （原始内容存档于2021-04-19）.
6. ↑  . 頭條日報. 2022-02-12  [2022-02-12]. （原始内容存档于2022-02-15）.
7. ↑  . 文匯報. 2005-05-04  [2020-03-01]. （原始内容存档于2020-03-01）.
8. ↑  . 香港01. 2022-02-11  [2022-02-20]. （原始内容存档于2022-02-20）.